# Sindicalismo internacional

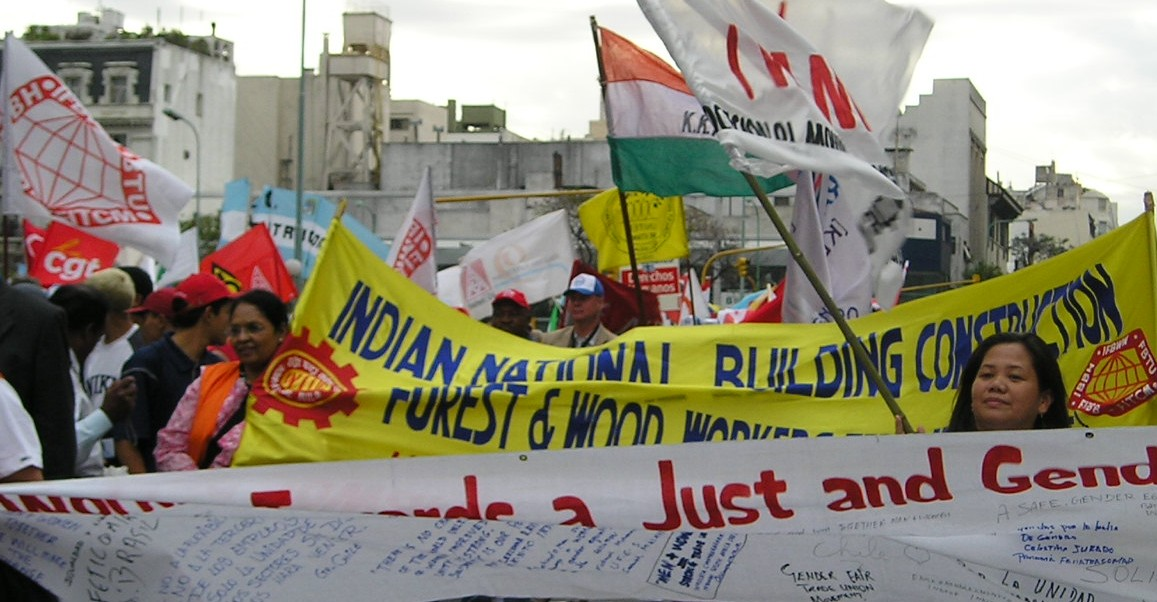
Marcha sindical internacional, Buenos Aires, 2005.

Desde los comienzos mismos en que el trabajo comenzó a organizarse en el siglo XIX, los trabajadores consideraron que la organización internacional era un componente indispensable, el sindicalismo. La famosa convocatoria de Marx y Engels, "trabajadores del mundo, uníos"(188) y la creación de la Asociación Internacional de Trabajadores en 1864, dan cuenta del sentimiento "internacionalista" y de la importancia que la "solidaridad internacional" han tenido desde los primeros momentos en que el trabajo comenzara a organizarse. 

## Las Centrales Mundiales
En el curso del siglo XX las diversas corrientes obreras (socialistas, social-demócratas, anarquistas, comunistas, cristianos, trotskistas, autónomos) se organizaron internacionalmente mediante federaciones generales mundiales y regionales, y también mediante federaciones por sectores de actividad. Al comenzar el siglo XXI existían tres grandes federaciones sindicales mundiales: la Confederación Internacional de Organizaciones Sindicales Libres (CIOSL, mayoritaria y de origen socialista-social demócrata), la Confederación Mundial del Trabajo (CMT, de origen cristiano) y la Federación Sindical Mundial (FSM, de origen comunista). 
Terminada la Guerra Fría estas grandes federaciones internacionales iniciaron conversaciones para fusionarse entre sí. El 1 de noviembre de 2006 la CIOSL y la CMT se disolvieron para crear integradas la Confederación Sindical Internacional (CSI), con otras federaciones nacionales independientes.

## Las Federaciones Regionales
Las grandes centrales mundiales organizaron instancias regionales.
- La CIOSL tiene tres grandes organizaciones regionales: la ORIT (las Américas), APRO (Asia Pacífico) y AFRO (África).
- La CMT a su vez tiene cuatro grandes organizaciones para las mismas regiones: la CLAT (América Latina), BATU (Asia), ODSTA (África), y NAPFE (América del Norte).

Las organizaciones regionales de la CIOSL y la CMT se disolvieron en 2006 para conformar organizaciones regionales unitarias de la nueva Confederación Sindical Internacional (CSI).
En Europa los sindicatos han constituido la Confederación Europea de Sindicatos (CES-ETUC), como central sindical unitaria europea, más allá de la pertenencia de los sindicatos a determinadas centrales mundiales.

## Los Sindicatos Mundiales
Los sindicatos nacionales han tendido a organizarse internacionalmente por sector de actividad económica en sindicatos mundiales. Los sindicatos mundiales están más o menos vinculados a las grandes centrales mundiales, pero algunos son completamente autónomos y eligen sus autoridades por decisión de los sindicatos nacionales que las integran. 
En general los sindicatos mundiales más poderosos son las Federaciones Sindicales Internacionales (FSI) "vinculadas" a la Confederación Sindical Internacional (CSI):
- UNI (Servicios)
- ICM (Construcción y Madera), recientemente unificada con la Federación de la Construcción y la Madera de la CMT
- FITIM (Metalúrgicos)
- IE IE-América Latina (Educación)
- UITA (Agricultura, Alimentación)
- ITF (Transporte)
- ISP (Servicios Públicos)
- FITTVC (Textiles e indumentaria)
- FIP (Periodistas)
- ICEM (Químicos).

La ex CMT desarrolló también una serie de Federaciones Profesionales. Luego de la fusión de la CMT-CIOSL en la Confederación Sindical Internacional (CSI), en 2006, las mismas se encuentran en proceso de acercamiento a las Federaciones Sindicales Internacionales:
- INFEDOP (Servicios Públicos)
- CSME (Enseñanza); FIOST (Transporte)
- ICM (Construcción), recientemente fusionada;
- FITV (Textil e Indumentaria)
- FMTI (Industria)
- FMTAA (Agricultura y Alimentación)
- FME (Empleados)
- AICPRO (Ciclistas)
- CICA (Artistas)
- FELATRAP (Prensa)
- CLATJUP (Jubilados y Pensionados)
- COLAPOM (Pobladores en Marginación Social)
- COLACOT (Cooperativas y Mutuales de Trabajadores).

La FSM agrupa a los sindicatos según su sector en Uniones Internacionales de Sindicatos (UIS) de:
- Agricultura, Alimentación, Comercio y Textiles
- Empleados públicos
- Energía, Metalurgia, Química y Combustibles
- Trabajadores del Transporte
- Construcción, forestales y materiales de construcción

## Participación sindical en organizaciones internacionales gubernamentales

### OIT
La OIT tiene un sistema de gobierno tripartito (gobiernos, trabajadores y empleadores), por el cual las centrales sindicales nacionales poseen representación en sus órganos de decisión. En el caso de su órgano supremo, la Conferencia Anual, cada país miembro es representado por cuatro miembros, de los cuales 2 son corresponden al gobierno, y los otros dos, uno a la central sindical más representativa, y otro a la organización empresaria más representativa. La totalidad de los representantes de los sindicatos forma el "Grupo de los Trabajadores", que tiene un funcionamiento autónomo y suele tomar decisiones conjuntas. La OIT tiene una Oficina de Apoyo a las Actividades de los Trabajadores - (ACTRAV).

### Unión Europea
La UE cuenta entre sus organismos con el Comité Económico y Social (CESE), con la función de asesoramiento de la Comisión Europea, el Consejo y el Parlamento Europeo. El CESE está dirigido por una Asamblea integrada por tres grandes grupos de representantes de la sociedad civil: empresarios, trabajadores y actividades diversas. El grupo de trabajadores está integrado por representantes de las centrales sindicales nacionales.

### OEA
Una de las estructuras de la OEA es el Sistema Interamericano de Trabajo, cuyo órgano central es la Conferencia Interamericana de Ministros de Trabajo. Cuenta con dos organismos de asesoramiento, correspondiente a los trabajadores (COSATE) y empleadores (CEATAL).

### OCDE
La OCDE es un organismo internacional integrado por 30 países que tiene como objetivo principal suministrar a los gobiernos un ámbito donde discutir, desarrollar y perfeccionar políticas sociales y económicas. Actualmente, España, México y Chile son los únicos tres miembros de habla hispana. La OCDE tiene un influyente Comité Asesor Sindical (TUAC) integrado por las centrales sindicales de los 30 países miembros plenos. Es importante decir que la OCDE cuenta con un avanzado mecanismo de control de empresas multinacionales en todo el mundo, las Directrices para Empresas Multinacionales, que son obligatorias y tiene un sistema de quejas instalado a partir de los puntos nacionales de contacto (PNC). Los países no miembros de la OCDE pueden adherir a las Directrices e instalar un PNC. En América Latina, Argentina, Brasil y Chile han adherido a las Directrices y cuentan con PNC.

### Comunidad Andina
La Comunidad Andina tiene una instancia consultiva del movimiento sindical de la subregión llamada Consejo Consultivo Laboral Andino.

## Mercosur
El Mercosur tiene un Foro Consultivo Económico-Social integrado por los sindicatos, organizaciones empresarias y algunas organizaciones no gubernamentales de los países miembros.

## Nuevas formas de organización sindical internacional
La necesidad de la acción internacional de los trabajadores ha adquirido un renovado vigor con la globalización, y nuevas formas de organización.

### Sindicatos Globales (Global Unions)
Sindicatos Globales es una instancia de coordinación y trabajo conjunto de la CSI, las FSIs y el TUAC.

### Acuerdos Marco Internacionales (AMIs)
Las FSIs, desde hace unos 20 años, han comenzado a negociar directamente con empresas multinacionales y en algunos casos han conseguido firmar Acuerdos Marco Internacionales (AMIs), que son compromisos bilaterales de las EMNs para cumplir estándares laborales mínimos en todo el mundo, incluyendo la libertad sindical de sus trabajadores, admitiendo el control sindical. Hasta el año 2005 se habían firmado 37 AMIs (ver lista y textos en inglés).

### Redes y Comités de Empresa Regionales y Mundiales
Europa tiene una antigua tradición de comités de empresa, organismos representativos de los trabajadores de una empresa orientados a establecer una mayor o menor intervención del trabajo en el proceso de toma de decisiones de la empresa, íntimamente ligados al desarrollo de la idea de "democracia industrial". La idea de formar Comités de Empresa Multinacional, para representar a todos los trabajadores empleados en una misma empresa multinacional, ya tiene algunas décadas en Europa, donde se constituyeron varios por acuerdo entre sindicatos y empresas. Pero a partir la institución comienza a extenderse a partir de la Directiva 94/45/CE, ampliada luego por Directiva 97/74/CE, se establece la obligatoriedad para empresas con más de 1000 trabajadores de organizar un Comité de Empresa Europeo (CEE) mediante acuerdo colectivo con los sindicatos, con la finalidad de que los trabajadores puedan ejercer su derecho de información y consulta.
Paralelamente, las FSIs, encabezadas por la FITIM, han comenzado a organizar desde 30 años atrás, Consejos Mundiales de Empresa. En la actualidad existen más de 20 Consejos Mundiales de Empresa, de los cuales 10 se constituyeron en empresas de la industria del automóvil, entre ellos Volkswagen, General Motors, Nestlé...
Como paso intermedio muchos sindicatos mundiales están impulsando la creación de comités regionales y mundiales de salud y seguridad, y redes sindicales regionales y mundiales por empresa multinacional, para intercambio de información y coordinación inter-sindical.

### Coordinadoras Sindicales subregionales
En América Latina han aparecido en los últimos años organizaciones de coordinación sindical internacional de ámbito subregional, relacionadas con los procesos de integración: la Coordinadora de Centrales Sindicales del Cono Sur (CCSCS), la Comisión Consultiva Laboral Andina la Coordinadora de Centrales Sindicales de América Central y el Caribe (CCSACC), y el Congreso Laboral del Caribe (CCL-Caribbean Congress of Labour).

### Observatorios Sindicales de Empresas
La necesidad de controlar que las EMN y sus empresas "tercerizadas" en todo el mundo cumplan con los estándares laborales mínimos se ha visto como indispensable con los recientes descubrimientos de amplios niveles de trabajo esclavo e infantil, así como violaciones masivas a las más elementales normas de trato laboral digno. Con el fin de controlar el comportamiento laboral de las EMN han aparecido organismos de origen sindical, como el Instituto Observatorio Social en Brasil, o el Programa de Vigilancia Social de PLADES en el Perú.